# 玉泉寺 (长沙市)
玉泉寺，位于中国湖南省长沙市天心区，是一座汉传佛教临济宗寺院。

## 沿革
1368年（明朝洪武元年），玉泉寺建立。
1731年（清朝雍正九年），长沙府布政使张凤仪在玉泉寺增加天妃娘娘妈祖的雕像，寺院又称为“天妃宫”。1789年（乾隆五十四年），信徒集资重修玉泉寺。嘉庆和道光时期，寺院曾多次维修。1852年（咸丰二年），天平天国之乱过后，寺院再度重修。1877年（光绪三年），由于白蚁啃咬导致佛殿柱子腐蚀严重，信徒集资修复，焕然一新。
2006年，为了支持长沙市城市建设，玉泉寺搬迁到天心区金盆岭。2009年2月，新址奠基仪式举行。2015年，寺院建成。

## 建筑
寺院的主体建筑包括山门、钟楼、鼓楼、大雄宝殿和藏经阁。
大雄宝殿在2012年11月建成，是玉泉寺的主要佛殿。大雄宝殿高25.3米，占地面积1923平方米。

## 图册
- 大雄宝殿。
- 大雄宝殿。
- 藏经阁。
- 小罗汉的雕像。